# Karine Jean-Pierre
Karine Jean-Pierre, née le 13 août 1974 à Fort-de-France en Martinique (France), est une organisatrice de campagne politique, militante, commentatrice politique américaine, d'origine haïtienne.
Membre du Parti démocrate américain, elle a été la conseillère principale et porte-parole nationale de MoveOn.org et analyste politique pour NBC News et MSNBC. En août 2020, elle devient cheffe de cabinet de la candidate démocrate à la vice-présidence des États-Unis, Kamala Harris. Après la victoire conjointe de celle-ci et de Joe Biden à l'élection présidentielle de 2020, elle devient porte-parole adjointe de la Maison-Blanche puis, en mai 2022, porte-parole de plein exercice.

## Biographie

### Jeunesse et formation
Karine Jean-Pierre naît à Fort-de-France (Martinique, France) de parents haïtiens ayant fui la dictature de Duvalier. Elle vit une partie de son enfance à Paris (France) jusqu'à ses 5 ans, d'où elle et sa famille émigrent pour New York (États-Unis). Son père devient chauffeur de taxi et sa mère auxiliaire de vie.
Elle est élevée dans le Queens (New York). Elle obtient un Master of Public Administration (MPA) au sein de la School of International and Public Affairs de l'université Columbia en 2003. Elle rejoint ce même établissement en 2014, devenant chargée de cours en affaires internationales et publiques,,.

### Carrière

#### Campagnes politiques
En 2008, Karine Jean-Pierre est la directrice politique régionale pour le sud-est du pays de la campagne présidentielle de John Edwards. Après le retrait de ce dernier, qui soutient finalement Barack Obama, elle occupe le même poste au sein de sa campagne. Il est élu. Pendant le premier mandat d'Obama, elle est directrice politique régionale du Bureau des affaires politiques de la Maison-Blanche,.
En 2011, elle devient directrice nationale adjointe pour les États indécis, au sein de la campagne de réélection du président. Elle dirige le processus de sélection des délégués et d'accès au scrutin, tout en gérant l'engagement politique dans les États clés. Elle fournit des ressources pour aider les États à déterminer « le meilleur moyen pour eux de faire connaître la campagne »[style à revoir].
Karine Jean-Pierre est la directrice adjointe de la campagne présidentielle de Martin O'Malley en 2016.
Lors de la campagne présidentielle de Kamala Harris en 2020, au cours d'un forum de discussion « MoveOn », le 1er juillet 2019 à San Francisco, un militant des droits des animaux saute sur scène, se précipite sur Kamala Harris et attrape son micro alors qu'elle tente de parler d'égalité des droits. Karine Jean-Pierre, alors modératrice, intervient physiquement jusqu'à ce que la sécurité évacue l'homme hors de la scène,,,.

#### Médias
En avril 2016, MoveOn.org la nomme conseillère principale et porte-parole nationale pour l'élection présidentielle de 2016. Dans un communiqué de presse annonçant son recrutement, MoveOn estime que Karine Jean-Pierre « conseillerait et servirait de porte-parole sur le travail électoral de "MoveOn", notamment pour assumer un effort majeur en vue de résister à Donald Trump ». Elle est également intervenue sur Fox News, Fox Business, MSNBC, CNN, CSPAN, PBS NewsHour.

#### Campagne présidentielle 2020

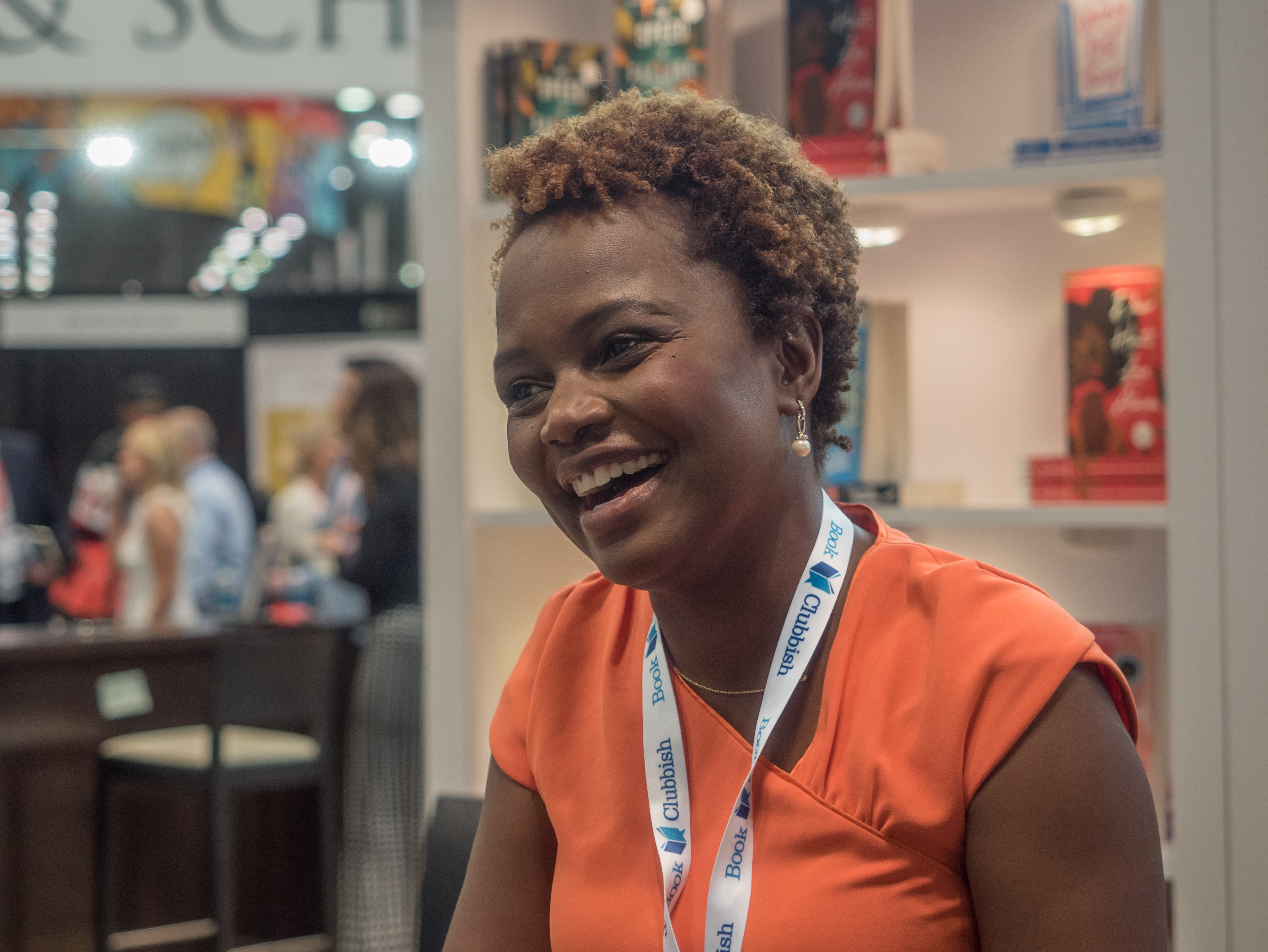
Karine Jean-Pierre au BookExpo Javits Center à New York, en mai 2019.

En décembre 2018, le Haïtian Times la considère comme l'un des six « journalistes haïtiens de l'année ». En janvier 2019, elle devient analyste politique pour NBC News et MSNBC.
En 2020, Kamala Harris finit par se retirer des primaires présidentielles démocrates et soutient l'ancien vice-président Joe Biden. Karine Jean-Pierre devient alors conseillère principale de la campagne présidentielle de ce dernier.
En août de la même année est annoncé qu'en cas de victoire démocrate, Karine Jean-Pierre occuperait le poste de cheffe de cabinet de la vice-présidente de Joe Biden, Kamala Harris,. Cela ferait d'elle la première femme ouvertement lesbienne et la première personne noire à occuper cette fonction.

#### Porte parole adjointe puis porte parole de la Maison-Blanche

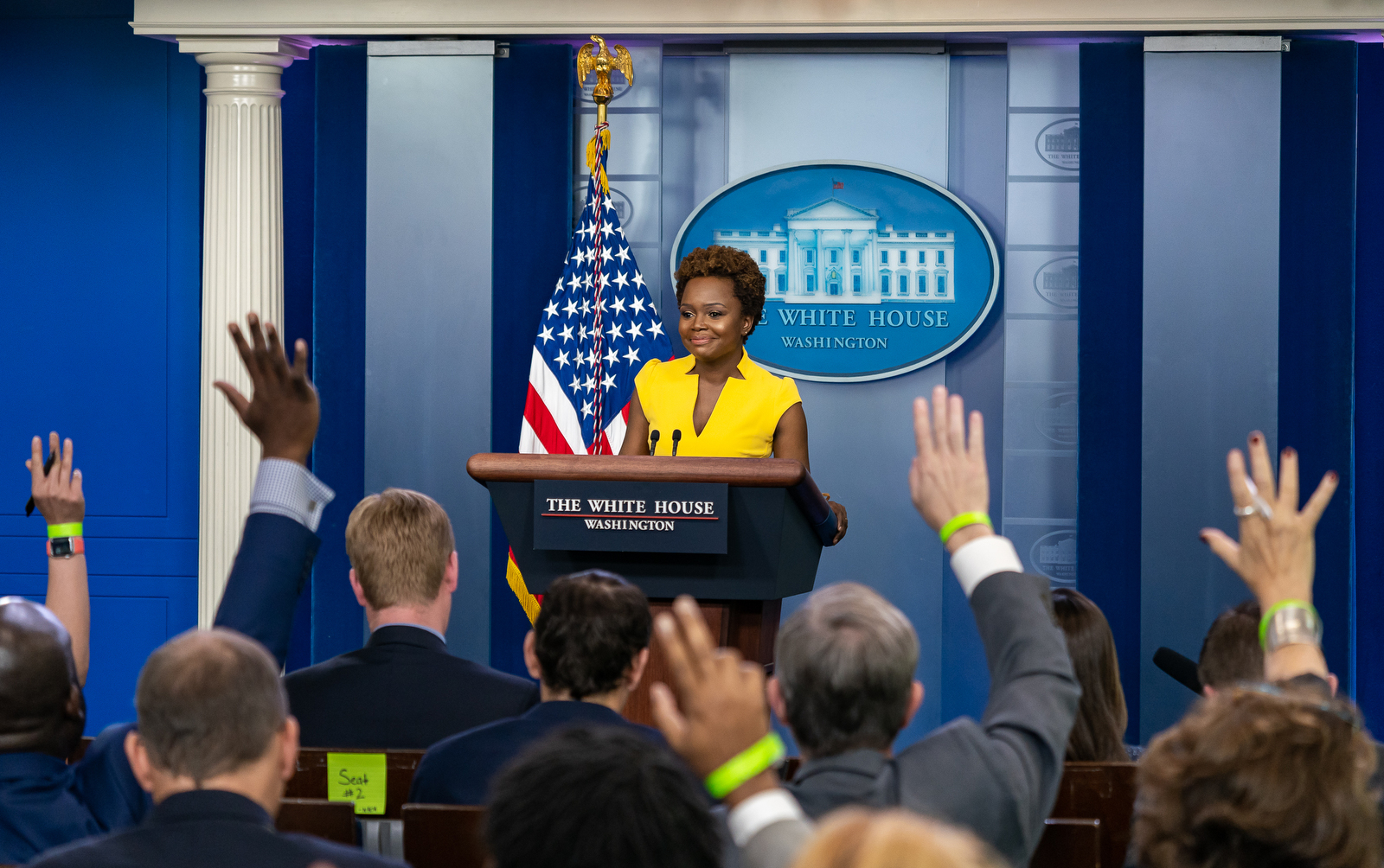
Premier briefing à la salle de presse de la Maison-Blanche, en mai 2021.

Fin 2020, elle est nommée par le nouveau président Joe Biden porte-parole adjointe au sein de la future équipe de communication de la Maison-Blanche. À ce poste, elle seconde Jen Psaki.
Le 26 mai 2021, elle devient la deuxième femme afro-américaine — après Judy Smith (en) en 1991, sous la présidence de George H. W. Bush — et la première personne ouvertement homosexuelle à présenter le « briefing » quotidien en salle de presse de la Maison-Blanche.
Le 5 mai 2022, elle est nommée porte-parole officielle de la Maison-Blanche en remplacement de Jen Psaki, à compter du 13 mai suivant. Elle est la première femme noire et lesbienne à accéder à cette fonction,.
À partir de février 2023 et l'incident des ballons chinois, elle voit John Kirby, le chargé de communication du conseil de sécurité nationale, occuper un rôle plus important dans la communication de la Maison-Blanche, en faisant plus fréquemment des apparitions sur les programmes de télévision et en participant très régulièrement aux briefings de presse. La presse américaine rapporte alors que des tensions émergent entre les deux figures, devenues concurrentes,.
Le 7 octobre 2024, elle est promue haute conseillère du président, en parallèle de son rôle de porte-parole. Le 24 novembre 2024, le président-élu Donald Trump choisit Karoline Leavitt pour la remplacer.
En juin 2025, alors qu'elle annonce la sortie à venir d'un livre sur ses années à la Maison-Blanche, elle révèle avoir décidé de quitter le Parti démocrate pour devenir indépendante.

### Militantisme
Karine Jean-Pierre a souvent manifesté son souci des droits humains. Elle a travaillé au Center for Community and Corporate Ethics et a poussé de grandes entreprises comme Walmart à changer leurs pratiques commerciales[Comment ?].

### Vie privée
Karine Jean-Pierre est lesbienne et mariée à Suzanne Malveaux, journaliste de CNN. Elles sont mères adoptives d'une fille. En septembre 2023, Karine Jean-Pierre annonce être séparée de Suzanne Malveaux.
Dans une interview concernant sa feuille de route en tant que membre du personnel ouvertement homosexuelle de l'administration Obama, elle a déclaré : « Ce qui a été merveilleux, c'est que je n'étais pas la seule, j'étais l'une des nombreuses personnes LGBT. Le président Obama n'a pas embauché de personnel LGBT, il a embauché des personnes expérimentées qui se trouvent l'être », dit-elle. « Servir et travailler pour le président Obama où vous pouvez être ouvertement gay a été un honneur incroyable. C'était incroyable de faire partie d'une administration qui donne la priorité aux questions LGBT ».
Elle est francophone.

## Voir également